# Arrondissement de Draguignan
L'arrondissement de Draguignan est une division administrative française, située dans le département du Var et la région Provence-Alpes-Côte d'Azur.
C'est l'un des trois arrondissements du département.
La sous-préfecture se trouve à Draguignan, 1 boulevard Foch.

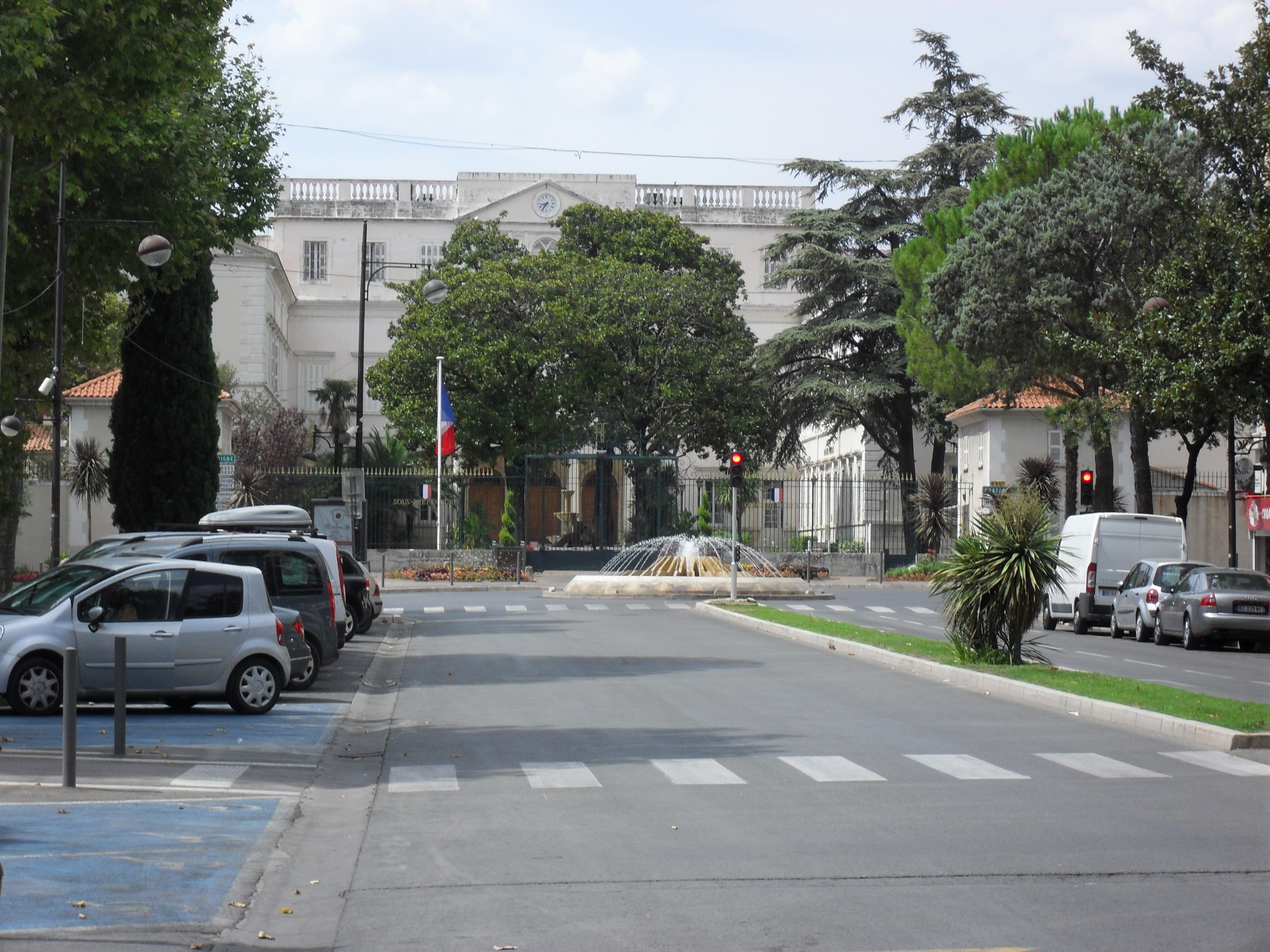
La sous-préfecture de Draguignan.

## Composition

### Composition avant 2015
- canton de Callas
- canton de Comps-sur-Artuby
- canton de Draguignan
- canton de Fayence
- canton de Fréjus
- canton de Grimaud
- canton de Lorgues
- canton du Luc
- canton du Muy
- canton de Saint-Raphaël
- canton de Saint-Tropez
- canton de Salernes

### Découpage communal depuis 2015
Depuis 2015, le nombre de communes des arrondissements varie chaque année soit du fait du redécoupage cantonal de 2014 qui a conduit à l'ajustement de périmètres de certains arrondissements, soit à la suite de la création de communes nouvelles. Le nombre de communes de l'arrondissement de Draguignan est ainsi de 58 en 2015, 58 en 2016 et 54 en 2017.
Au 1er janvier 2024, l'arrondissement groupe les 54 communes suivantes :
1. Les Adrets-de-l'Estérel
2. Ampus
3. Les Arcs
4. Bagnols-en-Forêt
5. Bargème
6. Bargemon
7. La Bastide
8. Le Bourguet
9. Brenon
10. Callas
11. Callian
12. Cavalaire-sur-Mer
13. Châteaudouble
14. Châteauvieux
15. Claviers
16. Cogolin
17. Comps-sur-Artuby
18. La Croix-Valmer
19. Draguignan
20. Fayence
21. Figanières
22. Flayosc
23. Fréjus
24. La Garde-Freinet
25. Gassin
26. Grimaud
27. Lorgues
28. La Martre
29. La Môle
30. Mons
31. Montauroux
32. Montferrat
33. La Motte
34. Le Muy
35. Le Plan-de-la-Tour
36. Puget-sur-Argens
37. Ramatuelle
38. Rayol-Canadel-sur-Mer
39. Roquebrune-sur-Argens
40. La Roque-Esclapon
41. Saint-Antonin-du-Var
42. Sainte-Maxime
43. Saint-Paul-en-Forêt
44. Saint-Raphaël
45. Saint-Tropez
46. Salernes
47. Seillans
48. Sillans-la-Cascade
49. Tanneron
50. Taradeau
51. Tourrettes
52. Trans-en-Provence
53. Trigance
54. Vidauban

## Démographie
En 2022, l'arrondissement comptait 323 222 habitants.
| 1968    | 1975    | 1982    | 1990    | 1999    | 2006    | 2011    | 2016    | 2021    |
| ------- | ------- | ------- | ------- | ------- | ------- | ------- | ------- | ------- |
| 131 329 | 156 266 | 186 730 | 231 777 | 264 632 | 299 538 | 143 900 | 306 320 | 316 136 |

| 2022    | - | - | - | - | - | - | - | - |
| ------- | - | - | - | - | - | - | - | - |
| 323 222 | - | - | - | - | - | - | - | - |

## Sous-préfets
| Période         | Période         | Identité            | Fonction précédente                                                         | Observation                                                     |
| --------------- | --------------- | ------------------- | --------------------------------------------------------------------------- | --------------------------------------------------------------- |
| 7 février 2007  | 27 janvier 2009 | Françoise Souliman  | Directrice de cabinet du préfet des Alpes-Maritimes                         | Nommée secrétaire générale de la préfecture de la Haute-Garonne |
| 27 janvier 2009 | 11 janvier 2012 | Corinne Orzechowski | Directrice de cabinet du préfet de la région Île-de-France, préfet de Paris | Nommée préfète de la Mayenne                                    |
| 30 mars 2012    | 13 août 2015    | Stanislas Cazelles  | Conseiller du ministre de l'Intérieur Claude Guéant                         | Réintègre son corps d'origine                                   |
| 13 août 2015    | 28 août 2018    | Philippe Portal     | Sous-préfet de Mantes-la-Jolie                                              | Nommé secrétaire général de la préfecture de l'Isère            |
| 6 juillet 2023  | En cours        | Myriam Garcia       | Secrétaire générale de la préfecture de la Somme                            |                                                                 |